# Радостев, Герман Ильич
Герман Ильич Радостев — советский хозяйственный, государственный и политический деятель.

## Биография
Родился в 1913 году в селе Ошиб. Член КПСС с года.
С 1929 года — на хозяйственной, общественной и политической работе. В 1929—1986 гг. — на хозяйственной и советской работе в Коми-Пермяцком округе, участник Великой Отечественной войны, секретарь Кочевского райкома ВКП(б), заведующий сельхозотделом Коми-Пермяцкого окрисполкома, начальник управления сельского хозяйства Кудымкарского райисполкома, председатель колхоза «Россия», заместитель председателя окружного совета Всесоюзного общества охраны природы.
Избирался депутатом Верховного Совета СССР 7-го созыва.
Умер в Кудымкаре в 1995 году.